# Club Sportivo Miramar Misiones
El Club Sportivo Miramar Misiones, comúnmente llamado como Miramar Misiones o simplemente Miramar, es un club de fútbol de la ciudad de Montevideo. Es producto de la fusión el 25 de junio de 1980 del Misiones Football Club (fundado el 26 de marzo de 1906) y el Sportivo Miramar (fundado el 17 de octubre de 1915).
El club esta ampliamente identificado con la zona de Parque Batlle, aunque también esta vinculado con los barrios de Villa Dolores y Buceo. Actualmente compite en la Primera División de Uruguay.

## Historia

### Clubes originales
Misiones Football Club se fundó el 26 de marzo de 1906 en un conventillo ubicado en las calles Rivera y Pereira, en el barrio Pocitos. Llevaba los colores anarquistas (rojo y negro), en franjas gruesas verticales. Por otra parte, el 17 de octubre de 1915, con cancha en el Parque de las Espinas, nació el Sportivo Miramar, de blanco y negro a rayas finitas, tomando su nombre de un comercio cercano. Empezó jugando en la Liga Anglosajona e inscribiéndose en la Federación Uruguaya de Football durante el cisma del fútbol uruguayo (1922-25). El Club Sportivo Miramar Misiones surge de la fusión entre ambas entidades, el 25 de junio de 1980, cuando Miramar estaba en Primera División luego de ascender en el año anterior.
Luego del Laudo Serrato, que unificó la administración de fútbol uruguayo, Miramar y Misiones fueron incorporados por el Consejo Provisorio de la AUF (1926) y llegaron a disputar entre sí durante décadas el partido clásico de la Estación Pocitos, tanto en las divisionales Extra, Intermedia e incluso en Primera B.
En 1976 Miramar probó suerte fusionándose con el club Albion y formando el "Albion-Miramar" , equipo que compitió en la Divisional "B" durante esa temporada, pero desarmándose luego. De todas maneras fue un antecedente para la fusión posterior y definitiva con Misiones.

### Fusión de Miramar y Misiones
Los dos clubes vecinos se fusionaron el 25 de junio de 1980. Por un lado Miramar había recién ascendido a Primera División y necesitaba mejorar su infraestructura (ya había probado la fusión con Albion sin éxito). Por el otro lado Misiones, que poseía el Méndez Piana, estaba en Primera "C" (la tercera categoría) desde 1977 y corría riesgo de desafiliación y desaparición (la AUF de la época, en plena dictadura militar, era proclive a la disminución de equipos, y durante esos años desaparecieron muchos equipos históricos). 
Quedó determinado el uniforme tradicional de Miramar como el uniforme principal de Miramar Misiones (rayas finas verticales blancas y negras) y el uniforme de Misiones como el equipo de alternativa (rayas gruesas verticales rojas y negras). Miramar Misiones como equipo fusionado compitió por primera vez ese año en la Primera División del fútbol uruguayo ubicándose en la 11° posición. Los cebritas se mantuvieron en la máxima categoría hasta el descenso en 1984. Posteriormente compitieron en la Segunda División mayormente (excepto en 1987 y 1988 que lo hace nuevamente en Primera División).

#### SigloXXI
En 2003 Miramar Misiones regresa a Primera División luego de 15 años y disputa consecutivamente los campeonatos de 2003 hasta la 2007-08. Esto permitió que en el año 2005 el delantero Pablo Granoche se consagra goleador del campeonato uruguayo con 16 anotaciones; y que en 2006 Miramar Misiones pudiera celebrar sus 100 años de existencia (tomando en cuenta la fecha de fundación de Misiones para ese efecto) compitiendo en la máxima categoría. 
Luego del descenso de 2008 Miramar Misiones se estabilizó en Segunda División logrando esporádicas participaciones en Primera, donde finaliza último las dos veces (2010-11 y 2013-14). Durante esta era mas destacable para el club fue cuando en 2010 la selección de Uruguay accedió a las semifinales del Mundial con 2 futbolistas surgidos de la cantera de Miramar Misiones: Sebastián Fernández y Álvaro Pereira. 
En el año 2018 no se logra mantener la categoría en la Segunda División Profesional y para peor deja de competir durante 2019 por problemas económicos. Al cumplir con lo adeudado, el club quedó habilitado nuevamente a partir de la temporada 2020 desde la Primera División Amateur. 
En 2021 se transfiere el activo fútbol a una SAD formada por la empresa TMA de Edgardo Lasalvia. Ya ese mismo año obtiene el título de campeón de la Primera División Amateur y el regreso a Segunda. El equipo cebrita, dirigido por Richard Pellejero, llegó a la última fecha frente a Bella Vista en el Nasazzi con la obligación de ganar, ya que el empate o la derrota le daban el título a los locatarios. Bajo lluvia torrencial, Miramar se impuso 3-1 con goles de Ignacio San Martín, "Romario" Acuña y Brian Vargas, y concretó el título en un difícil torneo disputado por 21 equipos. Este título le permitió disputar la primera edición de la Supercopa AUF-OFI ante el campeón del interior: Central de San José, derrotándolo por 5-0.
Ya de regreso al profesionalismo en Segunda División en 2022, accede a los play-offs por el tercer ascenso pero es eliminado por Cerro en semifinales. Al año siguiente Leonardo Medina toma la dirección técnica del equipo y logran el campeonato con 18 victorias, 12 empates y solamente 2 derrotas. Miramar Misiones regresó a Primera y en ese 2024 logró permanecer en la máxima categoría, algo que no había podido lograr en las 2 ocasiones anteriores que había ascendido. A finales de ese año se conoció que el 60% de las acciones de la SAD fueron adquiridas por el empresario chileno Jorge Sánchez, aunque finalmente en marzo de 2025 se hace público que la SAD fue comprada por los propietarios del equipo uruguayo de rugby Pucaru Stade Gaulois (PSG), manteniendo a Lasalvia como asesor deportivo. 

## Datos del club
Actualizados a la temporada 2025 inclusive. Los datos se contabilizan desde la conformación del Club Sportivo Miramar Misiones excepto cuando se indica lo contrario.
- Temporadas disputadas en Primera División: 17° (23 contabilizando también las 6 participaciones de Miramar)
- Temporadas disputadas en Segunda División: 27
- Temporadas disputadas en Primera División Amateur: 2 (2020, 2021)

## Símbolos

### Escudo y bandera
El escudo está compuesto por unos círculos blancos y rojos, con las siglas del club en el medio: "C.S.M.M."
La bandera posee en su interior el escudo, y como fondo se encuentran 7 franjas horizontales blancas y 6 franjas negras, color característico de la camiseta "cebrita" del club.
Evolución del escudo
Siguiendo con la tradición iniciada por los clubes Miramar y Misiones, el club adoptó los colores blanco, negro y rojo. El logo fue creado por Pablo González, gran piloto Uruguayo [cita requerida]. 
| (C.S. Miramar) | (Misiones F.C.) |  |

### Apodos
Los apodos del club son: "cebritas" (por la camiseta a rayas blancas y negras similar a la piel de las cebras) y "monitos" (por la cercanía del club al Zoológico de Villa Dolores).

### Mascota
La mascota de Miramar Misiones es un mono, que hace referencia a uno de los apodos del club.

## Uniforme

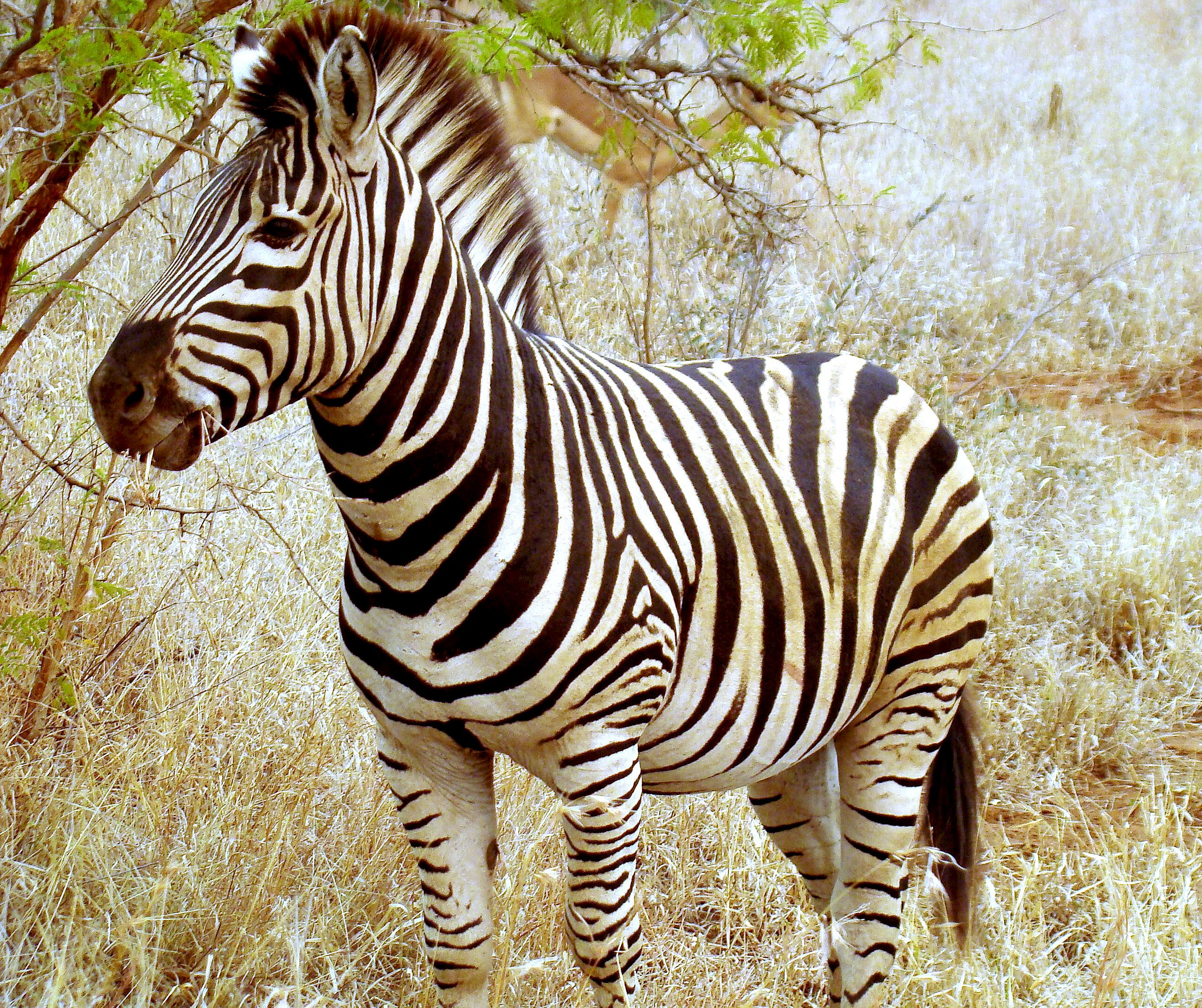
Miramar Misiones es generalmente conocido como "los cebritas"

### Uniforme titular
Camiseta a rayas verticales finas blancas y negras, short negro y medias negras (tradicional Miramar).
|  | 2016-2017 | 2017 | 2018 |  |

### Uniforme alternativo
Camiseta a rayas verticales rojas y negras, short blanco y medias rojas (tradicional Misiones).
|  | 2016-2017 | 2017 | 2018 |  |

### Proveedores y patrocinadores
| Período       | Proveedor    |
| ------------- | ------------ |
| 1980-1987     | Bandera de ? |
| 1988-1993     | Bandera de ? |
| 1994-2004     | Podium       |
| 2005-2014     | Mgr Sport    |
| 2014-presente | Starbade     |

| Período       | Parte delantera | Parte trasera | Mangas o short |
| ------------- | --------------- | ------------- | -------------- |
| 1980-1987     | Bandera de ?    | Bandera de ?  | Bandera de ?   |
| 1988-1993     | Bandera de ?    | Bandera de ?  | Bandera de ?   |
| 1994-2004     | Days inn        | Ayala         | Bandera de ?   |
| 2005-2014     | Bandera de ?    | Bandera de ?  | Bandera de ?   |
| 2014-2017     | Cymaco          | Bandera de ?  | Bandera de ?   |
| 2018-presente | Cortiluz        | Bandera de ?  | Bandera de ?   |

## Estadio

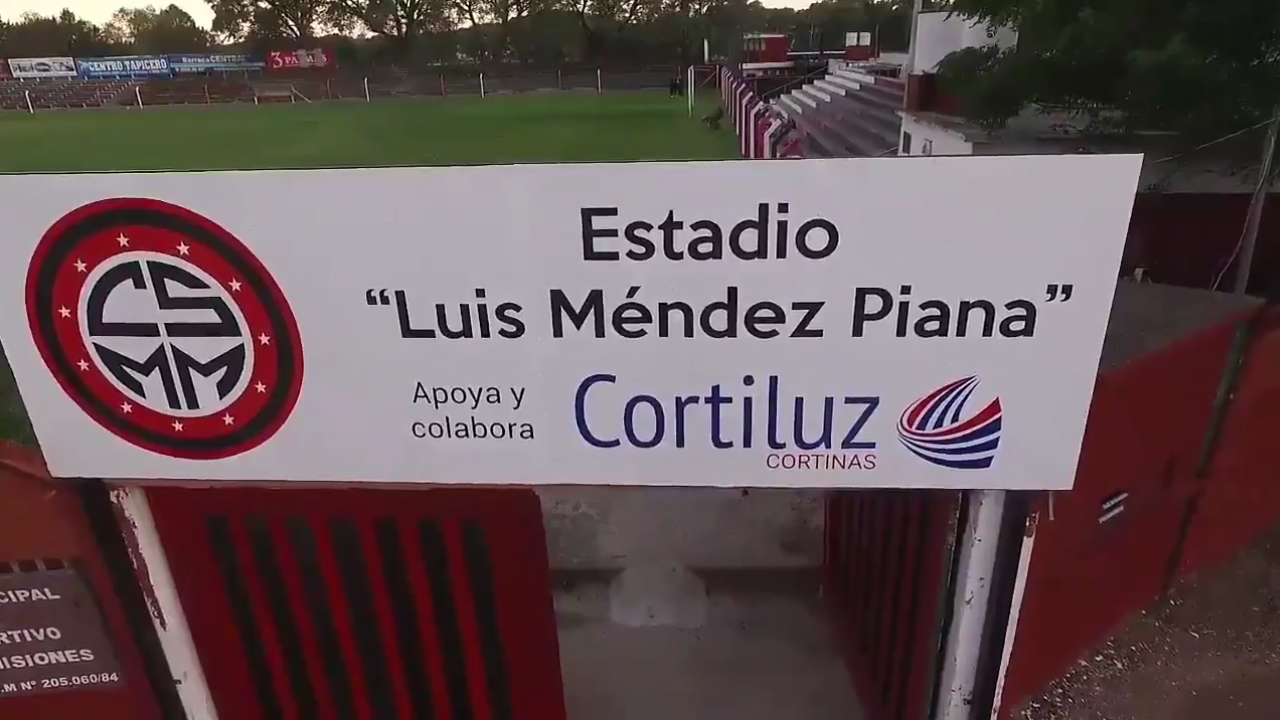
Fachada del estadio.

Miramar Misiones es el inquilino del Estadio Luis Méndez Piana, ubicado en pleno Parque Batlle a escasos metros del mítico Estadio Centenario y solamente separado por un muro del Parque Palermo de Central Español. El terreno es propiedad de la Intendencia Departamental de Montevideo, y el club cebrita usufructúa el mismo en concesión. Con capacidad para 4.000 espectadores, el Mendez Piana pertenecía originalmente a Misiones desde el año 1958. 

## Jugadores

### Futbolistas destacados
Federico Alonso 🇺🇾
| - Franco Bano - Ives Fabián Quintana - Alain Yomby - Johnny Woodly Lambert - Manuel Abreu - Héctor Acuña - Maximiliano Migales - Leonardo Bordad - Juan Carlos Calvo - William Castro | - Fabián Coelho - Sebastián Fernández - Atilio García - Pablo Granoche - Mario Larramendi - Juan Cruz Mascia - Leonardo Medina - Diego Meijide - Dagoberto Moll - Walter Pandiani | - Álvaro Pereira - Julio César Ramírez - Ignacio Risso - Diego Scotti - Washington Tais - Óscar Javier Morales - Javier Tetes - Fabián Yantorno - Kevin Ramírez |

### Cronología de entrenadores
Cronología de los Directores Técnicos que ha tenido Miramar Misiones en su historia.
| Período   | Entrenador       |
| --------- | ---------------- |
| 1986      | Héctor Salvá     |
| 2005      | Carlos Laje      |
| 2010      | Ronald Marcenaro |
| 2010-2011 | Carlos Laje      |

| Período   | Entrenador            |
| --------- | --------------------- |
| 2011-2013 | Carlos Manta          |
| 2013      | Luis Duarte           |
| 2013      | Gonzalo de los Santos |
| 2014      | Daniel Sánchez        |

| Período   | Entrenador              |
| --------- | ----------------------- |
| 2014-2015 | Carlos María Morales    |
| 2016      | Ruben Giménez           |
| 2024      | Ricardo Caruso Lombardi |
| 2024      | Walter Pandiani         |

## Cuerpo Técnico
- DT:  Horacio Peralta
- AT:  Ignacio Piñeiro
- PF:  Matías Duglio

### Cuerpo técnico del primer equipo
| Cargo                        | Nombre          |
| ---------------------------- | --------------- |
| Entrenador del primer equipo | Horacio Peralta |
| Asistente                    | Ignacio Piñeiro |
| Preparador físico            | Matías Duglio   |
| Entrenador de porteros       | TBA             |

## Palmarés

### Ligas
| Categoría | Títulos | Torneos de liga                            | Años       | Miramar | Miramar    | Misiones | Misiones | Total acumulado |
| Categoría | Títulos | Torneos de liga                            | Años       | Títulos | Años       | Títulos  | Años     | Total acumulado |
| --------- | ------- | ------------------------------------------ | ---------- | ------- | ---------- | -------- | -------- | --------------- |
| Nivel 2   | 2       | Primera División de Liga Amateur (0)       | -          | 1       | 1935       | 1        | 1917     | 6               |
| Nivel 2   | 2       | Segunda División Profesional (2)           | 1986, 2023 | 2       | 1942, 1953 | -        | -        | 6               |
| Nivel 3   | 1       | Divisional Extra (0)                       | -          | 2       | 1917, 1937 | -        | -        | 5               |
| Nivel 3   | 1       | Divisional Intermedia (0)                  | -          |         |            | 1        | 1971     | 5               |
| Nivel 3   | 1       | Primera "C" / Primera División Amateur (1) | 2021       |         |            | 1        | 1974     | 5               |
| Nivel 4   | -       | Divisional Extra "A" (0)                   | -          |         |            | 1        | 1953     | 1               |

### Otros torneos
| Categoría | Torneos                     | Títulos | Años |
| --------- | --------------------------- | ------- | ---- |
| Nivel 3   | Supercopa de Clubes AUF–OFI | 1       | 2021 |